# Wallerode
Wallerode ist ein Dorf in der Deutschsprachigen Gemeinschaft in Belgien und Ortsteil der Stadtgemeinde Sankt Vith sowie der Gemeinde Amel. Der Ort zählt rund 400 Einwohner, davon 372 in der Stadtgemeinde Sankt Vith (Angabe Stand 31. Dezember 2015) und 34 in der Gemeinde Amel (1. Januar 2013).

## Geografie
Wallerode liegt rund drei Kilometer nordöstlich der Kernstadt Sankt Vith. Die Umgebung des Dorfes ist durch landwirtschaftliches Grünland geprägt, östlich des Ortes schließen sich ausgedehnte Wälder an. Nördlich von Wallerode liegt der Ort Medell, der zur Großgemeinde Amel gehört. 

## Geschichte

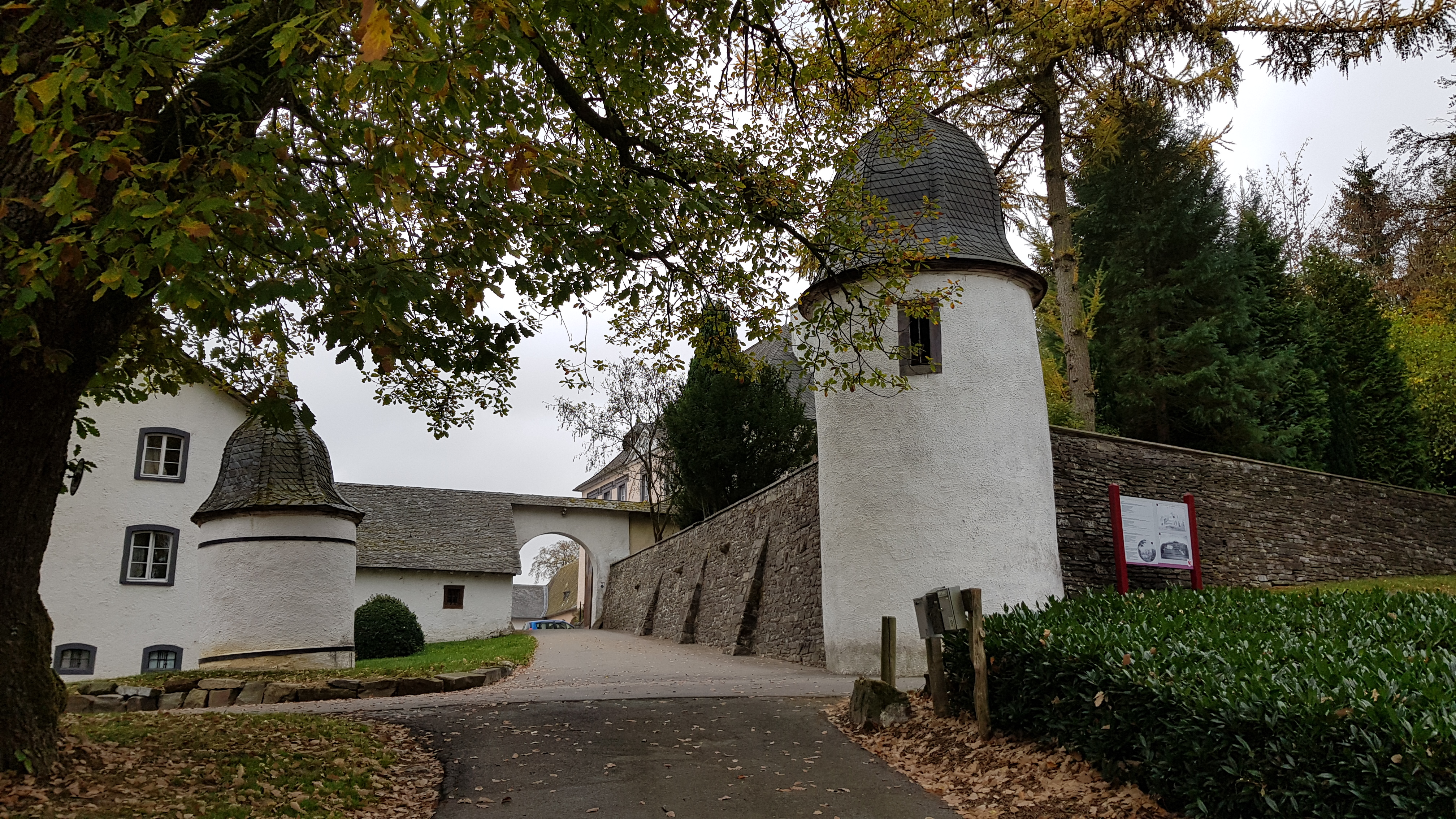
Schloss Wallerode

Wallerode wurde 1157 als Waltenrote in der Beschreibung des Wildbannbereichs der Erzbischöfe von Köln erstmals urkundlich erwähnt. Um 1660 wurde, möglicherweise auf Resten einer alten Burg, Schloss Wallerode erbaut, das heute als geschütztes Kulturdenkmal die größte Sehenswürdigkeit des Ortes darstellt. Einige Wohngebäude des Dorfes Wallerode wurden bei der belgischen Gemeindereform 1977 der Gemeinde Amel zugeschlagen, so dass Wallerode heute offiziell als Ortsteil sowohl der Gemeinde Amel als auch der Stadtgemeinde Sankt Vith geführt wird.

## Persönlichkeiten
- Ernst von Frühbuss (1794–1864), Landrat des Kreises Malmedy und Besitzer von Schloss Wallerode
- Oswald von Frühbuss (1839–1899), Landrat des Kreises Malmedy und Besitzer von Schloss Wallerode